# Joey Kesting
Joey Kesting (Woubrugge, 7 maart 2001) is een Nederlands voetballer die als doelman speelt. Hij komt uit voor RKC Waalwijk.

## Clubcarrière
Kesting speelde in de jeugd van VV Woubrugge, Alphense Boys en Vitesse. In 2020 maakte hij de overstap naar PEC Zwolle, maar kwam nooit voor het eerste team in actie. Hij speelde wel vijf wedstrijden voor Jong PEC.
Medio 2022 maakte Kesting de overstap naar RKC Waalwijk, dat uitkwam in de Eredivisie. Hij zat de seizoenen 2022/23 en 2023/24 een aantal keer bij de wedstrijdselectie, maar zijn debuut kwam pas op 23 november 2024 tegen Heracles Almelo. Door ziekte van Jeroen Houwen mocht Kesting zijn seniorendebuut maken in de competitie. Een maand later maakte hij ook in de KNVB Beker zijn debuut tegen SC Cambuur.

## Statistieken
| Seizoen | Club         | Competitie | Competitie | Competitie | Beker | Beker | Overig | Overig | Totaal | Totaal |
| Seizoen | Club         | Competitie | Wed.       | Dlp.       | Wed.  | Dlp.  | Dlp.   | Dlp.   | Wed.   | Dlp.   |
| ------- | ------------ | ---------- | ---------- | ---------- | ----- | ----- | ------ | ------ | ------ | ------ |
| 2024/25 | RKC Waalwijk | Eredivisie | 3          | 0          | 1     | 0     | 0      | 0      | 4      | 0      |
| Totaal  | Totaal       | Totaal     | 3          | 0          | 1     | 0     | 0      | 0      | 4      | 0      |

Bijgewerkt op 13 maart 2025.